# 茅ヶ崎市指定文化財一覧
茅ヶ崎市指定文化財一覧（ちがさきししていぶんかざいいちらん）は、神奈川県茅ヶ崎市指定の文化財や史跡等を一覧形式でまとめたものであるが、全てを掲載しているわけではない。

## 有形文化財
- 輪光寺の庚申塔 〔茅ヶ崎市円蔵〕 1969年8月15日指定
- 民俗資料館（旧三橋家） 〔茅ヶ崎市堤〕 1971年3月26日指定
- 上正寺の木造聖徳太子立像 〔茅ヶ崎市小和田〕 1974年1月23日指定
- 旧寛永寺石燈籠 〔茅ヶ崎市浜竹〕 1974年1月23日指定
- 民俗資料館（旧和田家） 〔茅ヶ崎市堤〕 1982年7月20日指定
- 龍前院の五輪塔十基 〔茅ヶ崎市浜之郷〕 1987年4月17日指定
- 龍前院の庚申塔（明暦3年） 〔茅ヶ崎市浜之郷〕 1987年4月17日指定
- 龍前院の梵鐘 〔茅ヶ崎市浜之郷〕 1987年4月17日指定
- 上国寺の木造日蓮坐像(永正11年) 〔茅ヶ崎市今宿〕 1996年11月1日指定
- 常顕寺の木造日蓮坐像（大永7年） 〔茅ヶ崎市萩園〕 1996年11月1日指定
- 信隆寺の木造日蓮坐像（永禄7年） 〔茅ヶ崎市今宿〕 1996年11月1日指定
- 本社宮の庚申塔（明暦2年） 〔茅ヶ崎市矢畑〕 1996年11月1日指定

## 無形文化財
- 円蔵祭囃子 〔茅ヶ崎市円蔵〕 1975年3月24日指定 ※円蔵祭囃子保存会
- 柳島エンコロ節 〔茅ヶ崎市柳島〕 1976年1月22日指定 ※柳島エンコロ節保存会
- 南湖麦打唄 〔茅ヶ崎市南湖〕 1979年3月31日指定 ※南湖麦打唄保存会
- 芹沢焼米搗唄 〔茅ヶ崎市芹沢〕 1979年3月31日指定 ※芹沢焼米搗唄保存会

## 史跡
- 浄見寺の大岡家一族墓所 〔茅ヶ崎市堤〕 1961年2月14日指定
- 茅ヶ崎一里塚 〔茅ヶ崎市元町〕 1961年8月15日指定

## 史跡・天然記念物
- 鶴嶺八幡社の参道及び参道松並木 〔茅ヶ崎市浜之郷〕 1969年8月15日指定

## 天然記念物
- 水嶋家のタブノキ 〔茅ヶ崎市小和田〕 1986年2月21日指定
- 成瀬家のモッコク 〔茅ヶ崎市西久保〕 1986年2月21日指定
- 藤間家のキャラボク 〔茅ヶ崎市柳島〕 1986年2月21日指定
- 腰掛神社の樹叢 〔茅ヶ崎市芹沢〕 1986年2月21日指定